# Sound Transit Express

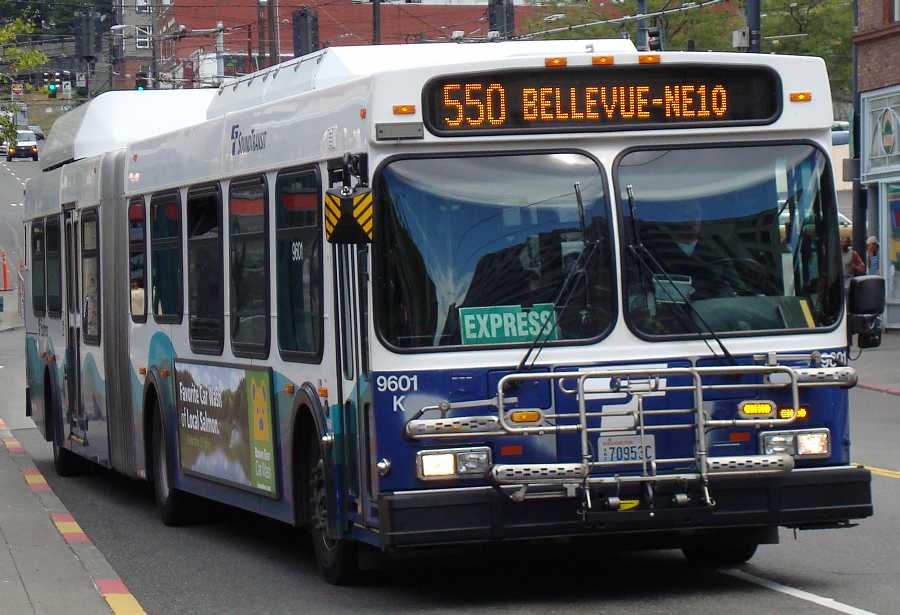
Autobus ST Express v Seattlu.

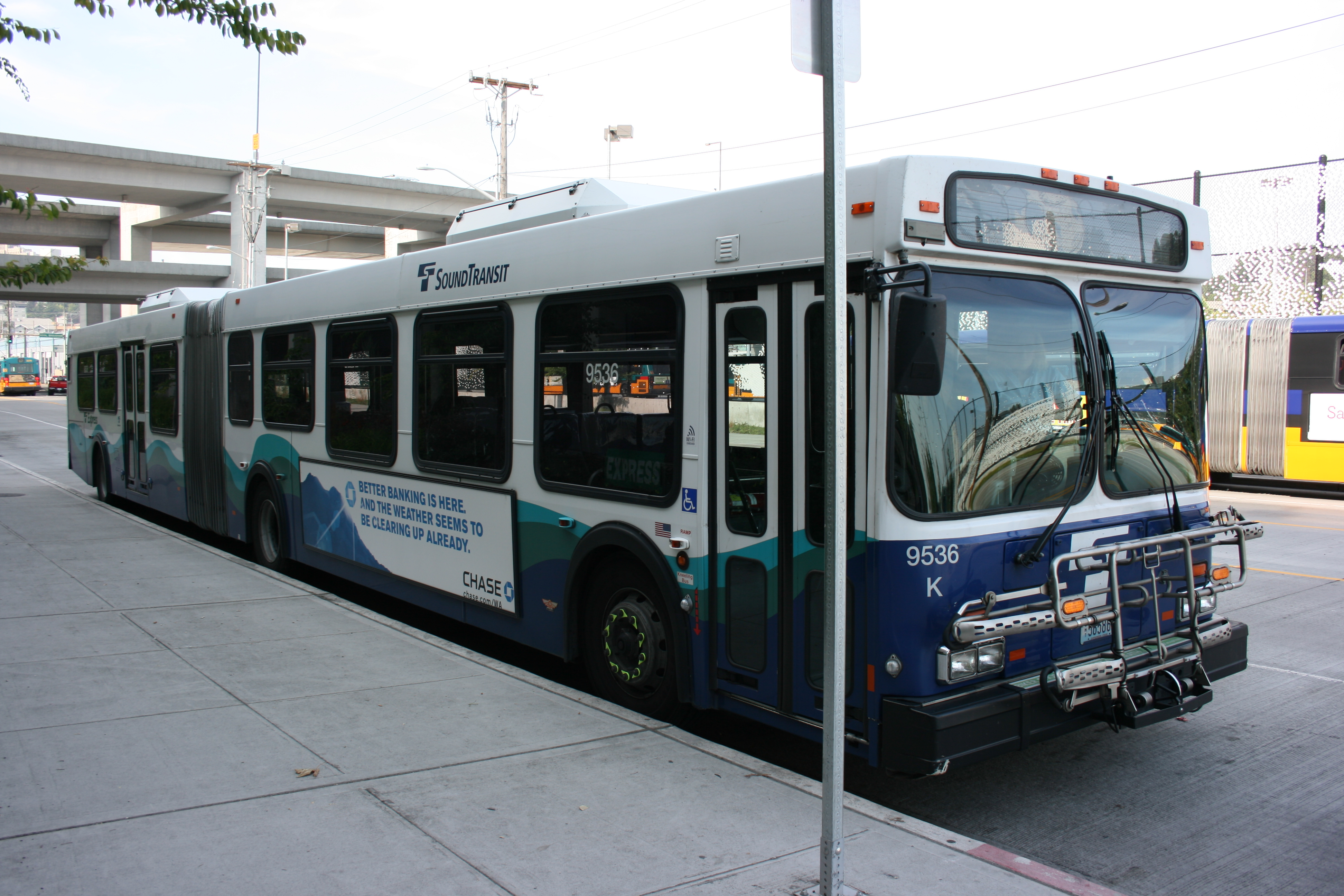
Autobus ST Express v oblasti Seattlu.

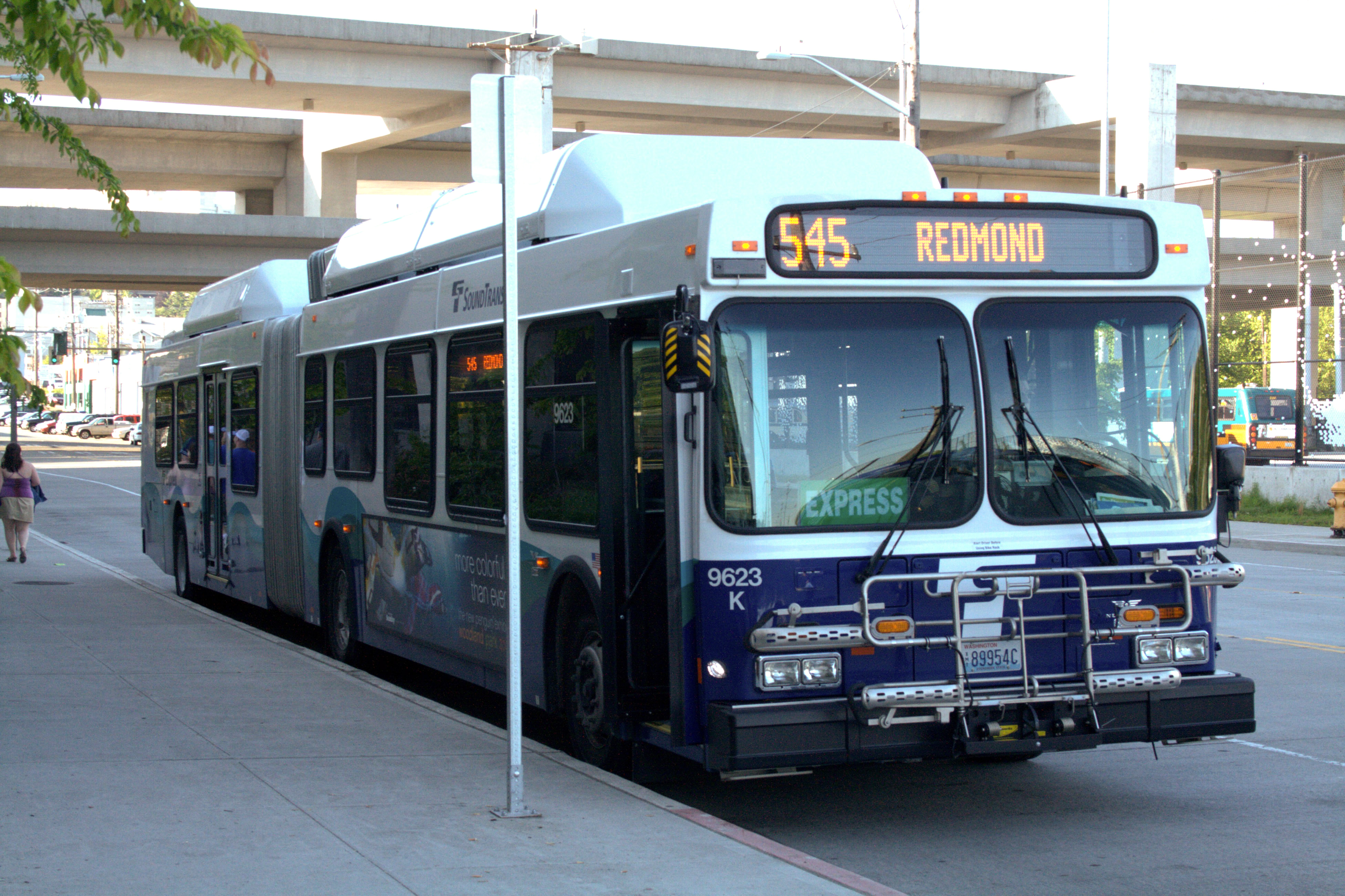
Autobus ST Express na cestě do Redmondu.

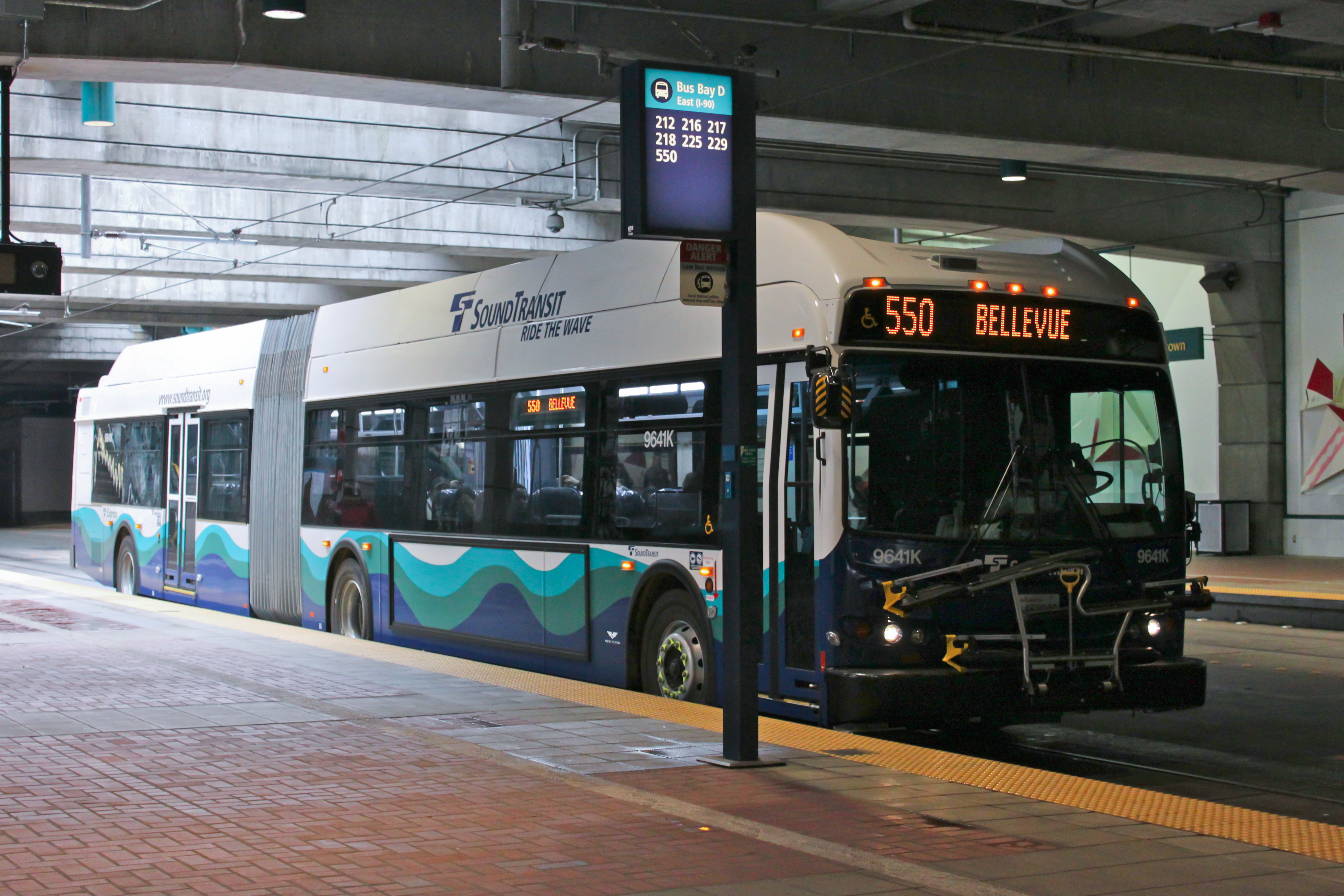
Autobus ST Express v Downtown Seattle Transit Tunnelu.

Sound Transit Express je síť expresních autobusů společnosti Sound Transit v oblasti Pugetova zálivu. Sídlo se nachází v Seattlu a síť provozuje meziměstské autobusové linky spojující 53 měst v okresech King, Pierce a Snohomish. Zatímco Sound Transit kontroluje, plánuje a dotuje provoz linek, provoz a údržbu autobusů však mají na starosti společnosti King County Metro, Pierce Transit a Community Transit.

## Jízdenky
Společnost využívá systém tarifních zón, které jsou tři, v každém ze tří okresů jedna. Jízdenka pro jednu zónu stojí dospělého člověka 2 dolary 50 centů, do 18 let stojí 1 dolar 25 centů a nad 65 let nebo pro invalidy 75 centů. Jízdenka pro více okresů pak stojí dospělého člověka 3 dolary 50 centů, do 18 let 2 dolary 50 centů a nad 65 let nebo pro invalidy 1 dolar 50 centů.
Cestující do 18 let musí mít platnou kartu ORCA, zatímco starší 65 let nebo invalidé musí mít průkaz RRFP (Povolení pro regionální sníženou cenu). Přestupní jízdenky se prodávají pouze v elektronické formě pro karty ORCA.

## Linky
Společnost kontroluje, plánuje a dotuje provoz 25 linek, které provozují výše zmíněné dopravní podniky. Před vznikem společnosti Sound Transit byly linky částí sítí těch dopravních podniků, které je nyní provozují. V případě, že Sound Transit zavede novou linku, obvykle se mění ostatní linky v jejím dosahu, aby se zabránilo jejich překrytí.
Sound Transit Express má tedy na starosti 6 linek společnosti Community Transit, z nichž 3 jezdí denně, 1 pouze v neděli a 2 v pracovním týdnu, 9 linek společnosti King County Metro, z nichž 5 jezdí denně a 4 pouze v pracovním týdnu a 10 linek společnosti Pierce Transit, z nichž 4 jezdí denně a 6 pouze v pracovním týdnu.

## Vozový park
Sound Transit má ve svém vozovém parku 250 autobusů, které provozují tři výše zmíněné dopravní podniky. Autobusy jsou bílé se světle modrou, tyrkysovou a tmavě modrou vlnou, která reprezentuje region Pugetova zálivu. Občas se stane, že se na linkách ST Express vyskytují autobusy jednoho ze tří provozujících dopravních podniků, ale pouze v případech, kdy není v garáži dostupný jiný náhradní autobus. Na oplátku mohou autobusy ST Express ve stejném případě použít také ostatní dopravní podniky.